# Susana Rovner
Susana Rovner, född 18 april 2005, är en tysk konstsimmare.

## Karriär
Vid europeiska spelen 2023 i Oświęcim var Rovner en del av Tysklands lag som tog silver i fri kombination. Vid EM 2024 i Belgrad var hon en del av Tysklands lag som tog guld i det akrobatiska lagprogrammet.